# Легкі крейсери типу «Тайгер»
Тип «Тигр» — три британських військових кораблів 20-го століття та останніх артилерійські крейсери Королівського флоту. 

## Будівництво
Будівництво трьох крейсерів типу «Мінотавр» (під назвами «Блейк», «Дефенс» і «Беллерофонт») почалося під час Другої світової війни, але через післявоєнну економію, Корейську війну та зосередження і пріоритетом забезпечення Королівських ВПС над надводним флотом, корпуси залишилися незавершеними. З огляду на зміну пріоритетів і фінансових обмежень, у листопаді 1954 року було схвалено завершення їх будівництва на основі модифікованої конструкції, і три кораблі – «Тайгер», «Лайон» і «Блейк» – почали входити у стрій з березня 1959 року.

## Перетворення на вертольотоносці
У січні 1964 року через відкладення програми ескортних крейсерів крейсери типу  «Тайгер» були схвалені для переобладнання в вертольотоносні крейсери. Спочатку вони мали нести чотири гелікоптери Westland Wessex для амфібійних операцій і протичовнової оборони, і планувалися до дій на «схід від Суецу», потім чотири Westland Sea King для протичовнових операцій.
Переобладнання «Блейк» і «Тайгер», проведене між 1965 і 1972 роками, було дорожчим і більш тривалим, ніж очікувалося. Тож оскільки Казначейство Великої Британії виступало проти переобладнання кожного крейсера, модифікація «Лайона» була скасована, і він був утилізований у 1975 році, ставши донором запчастин для решти кораблів типу.

## Доля проєкту
Описані в одній книзі як «потворні та непотрібні гібриди» після конверсії  та з обмеженнями у робочій силі, ресурсах та за наявності кращих кораблів, «Тайгер» і «Блейк» були виведені з експлуатації наприкінці 1970-х і поміщені в резерв. «Блейк» був утилізований у 1982 році, а «Тайгер» – у 1986 році.